# Вялов, Олег Степанович
Оле́г Степа́нович Вя́лов (23 января 1904, Ташкент, Российская империя — 1 июля 1988 или 1 июня 1988, Львов) — советский учёный-геолог и палеонтолог. Академик АН УССР (1948).

## Биография
Родился 10 (23) января 1904 года в городе Ташкент в семье офицера.
В 1928 году окончил Ленинградский государственный университет.
В 1927—1933 годах работал в Геологическом комитете.
В 1933—1948 годах — во ВНИГРИ.
В 1937 году защитил докторскую диссертацию (без защиты кандидатской) на тему «Материалы для изучения третичных отложений Средней Азии». В 1940 г. принимал участие в работах Особой нефтяной экспедиции Главгеологии Наркомнефти СССР в Синьцзяне.
Профессор (1941). Академик АН УССР (1948).
С 1949 года работал в Институте геологии и геохимии горючих ископаемых АН УССР. Одновременно в 1945—1961 годах преподавал во Львовском университете. Научные работы посвящены стратиграфии, палеонтологии, тектонике и региональной геологии, а также геологии нефтяных месторождений. Исследования производил в Средней и Центральной Азии, Крыму, на Кавказе, в Карпатах, на Камчатке. Разработал тектоническую схему Карпат. Составил карту прогнозов нефтеносности западных областей Украины, разработал схему стратиграфии карпатского флиша и неогеновых моласс Предкарпатского и Закарпатского прогибов. Работал также в области палеоихнологии.
Автор труда «Следы жизнедеятельности организмов и их палеонтологическое значение» (1966).
Участник 1-й Советской Антарктической экспедиции АН СССР (1955—1956).
Умер 1 июня 1988 года. Похоронен во Львове на Лычаковском кладбище.

## Членство в организациях
Организатор и первый председатель Украинского палеонтологического общества (1977) на правах особого отделения Всесоюзного палеонтологического общества.
Был избран почётным членом: Грузинского — с 1964 г., Венгерского — с 1960 г. (действительный член с 1948 г.), Польского — с 1967 г. (действительный член с 1961 г.). Француз
ского — иностранный член-корреспондент с 1970 г. (действительный член с 1936 г.), Львовского — с 1968 г. (член-учредитель и член Совета с 1945 г., президент в 1963—1966 гг., председатель Палеонтологической секции и секции истории геологии), геологических обществ и Всесоюзного палеонтологического общества — с 1964 г. (действительный член с 1930 г.).
Действительный член: Ленинградского общества Естествоиспытателей — с 1928 г., Московского общества испытателей природы — с 1951 г., Всесоюзного минералогического — с 1932 г. и Всесоюзного географического — с 1933 г. обществ, а также Венского — с 1961 г., Болгарского — с 1964 г., Германского (ФРГ) — с 1964 г., Сербского — с 1968 г. геологических обществ, Германского общества геологических наук (ГДР) — с 1964 г. и Европейского палеонтологического общества — с 1963 г.
Вице-президент Советского филиала Международной палеонтологической ассоциации — с 1972 г., член Совета национального комитета Карпато-Балканской геологической ассоциации — с 1958 г., советский представитель в тектонической и стратиграфической комиссиях КБГА.
Член Бюро научного совета по проблеме «Пути и закономерности исторического развития животных и растительных организмов», председатель Комиссии по ископаемым следам жизни и комиссии по конодонтам. Член постоянных Неогеновой (член бюро) и Палеогеновой комиссий межведомственного стратиграфического комитета СССР.

## Награды и премии
- 1943 — медаль «За оборону Ленинграда»
- 1944 — Государственная премия Наркомнефти за открытие месторождения Пальванташ в Фергане
- 1946 — медаль «За доблестный труд в Великой Отечественной войне 1941—1945 гг.»
- 1947 — Сталинская премия II степени — за геологические исследования, обеспечившие открытие и освоение новых нефтяных месторождений в Фергане[2].
- 1948 — орден «Знак Почёта»
- 1948 — Государственная премия Наркомнефти за открытие месторождения Южный Аламышик в Фергане
- 1954 — орден Ленина
- 1984 — орден Дружбы народов
- 1986 — Государственная премия УССР в области науки и техники

## Память
Карстовая пещера Вялова (449-11) на южном краю нижнего плато Чатыр-Дага (высота 1105 м). Заложена в верхнеюрских известняках. Протяженность 340 м, глубина 81 м, площадь 1675 м². Названа в честь Олега Степановича Вялова, который первым достиг в 1927 году глубины 100 м в шахте Бездонной (443-4) на Чатырдаге. Название присвоено Карстовой комиссией КАН в 1974 году в связи с 70-летием ученого. Позднее имя Вялова получила целая водоносная система, состоящая из полостей Учунжу (453—11), Вялова — Азимутальная (453—13) и Обвальная (453—14).